# Luisinho Quintanilha
Luís Carlos Quintanilha, conosciuto come Luisinho (Rio de Janeiro, 17 marzo 1965), è un ex calciatore brasiliano, di ruolo centrocampista offensivo.

## Carriera

### Club
Entrato nel sistema giovanile del Botafogo di Rio de Janeiro, nel 1983 passa alla prima squadra. Con la squadra vince due campionati statali, nel 1989 e nel 1990, anno nel quale si trasferisce al Vasco da Gama.
Dopo due anni al Vasco, vince nuovamente il titolo statale, e con la vittoria dei due successivi si porta a cinque campionati vinti nello stato Carioca. Tra il giugno 1993 e il gennaio 1994, Luisinho gioca nel Celta de Vigo, in Spagna. Torna poi in Brasile, ancora al Vasco da Gama, dove rimane per tre mesi.
Nel giugno 1994 viene contrattato dal Corinthians per sei mesi. Con il club di San Paolo ha la possibilità per la prima volta nella sua carriera di vincere il Campeonato Brasileiro, ma la sconfitta contro il Palmeiras glielo impedisce.
Al termine del contratto con il Corinthians fa ritorno al Vasco da Gama; nel 1997 disputa nuovamente la finale del Campeonato Brasileiro, nuovamente contro il Palmeiras, ma il risultato stavolta favorisce il club di Luisinho che vince così il titolo, ripetuto nel 2000. Tra i suoi titoli internazionali figurano la Coppa Libertadores 1998 e la Coppa Mercosur 2000; proprio nel 2000 chiude la carriera.

### Nazionale
Nella nazionale di calcio brasiliana ha giocato otto volte, segnando una rete e partecipando alla Copa América 1993.

## Palmarès

### Club

#### Competizioni statali
- Campionato Carioca: 6

Botafogo: 1989, 1990
Vasco da Gama: 1992, 1993, 1994, 1998

#### Competizioni interstatali
- Torneo Rio-San Paolo: 1

Vasco da Gama: 1999

#### Competizioni nazionali
- Campionato brasiliano: 2

Vasco da Gama: 1997, 2000

#### Competizioni internazionali
- Coppa Libertadores: 1

Vasco da Gama: 1998
- Coppa Mercosur: 1

Vasco da Gama: 2000